# Думбрава (Чуря, Ясси)
Думбрава (рум. Dumbrava) — село у повіті Ясси в Румунії. Входить до складу комуни Чуря.
Село розташоване на відстані 314 км на північ від Бухареста, 9 км на південь від Ясс.

## Населення
За даними перепису населення 2002 року у селі проживали 1217 осіб, з них 1213 осіб (99,7%) румунів. Усі жителі села рідною мовою назвали румунську.